# Lista miast w województwie lubelskim

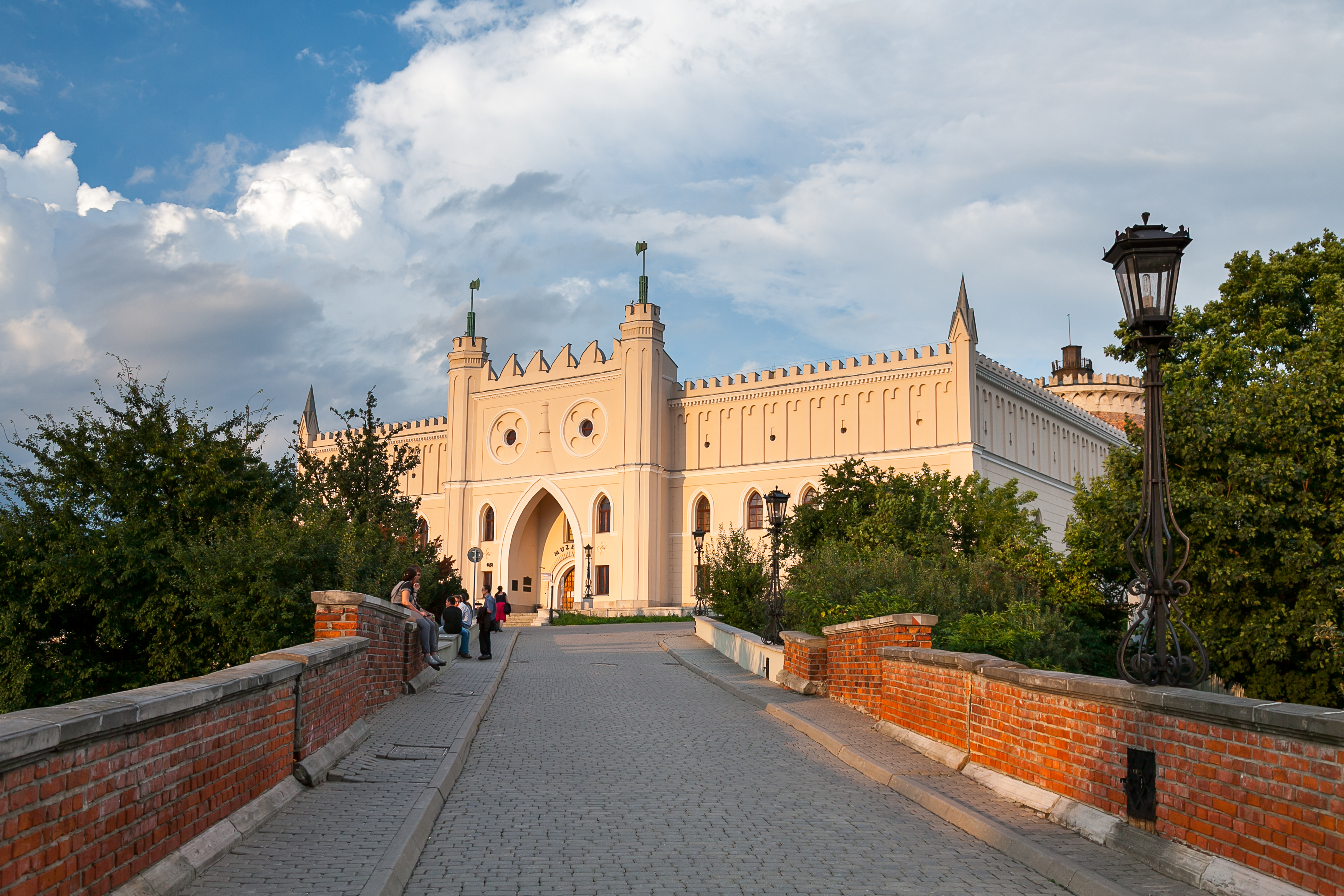
Lublin

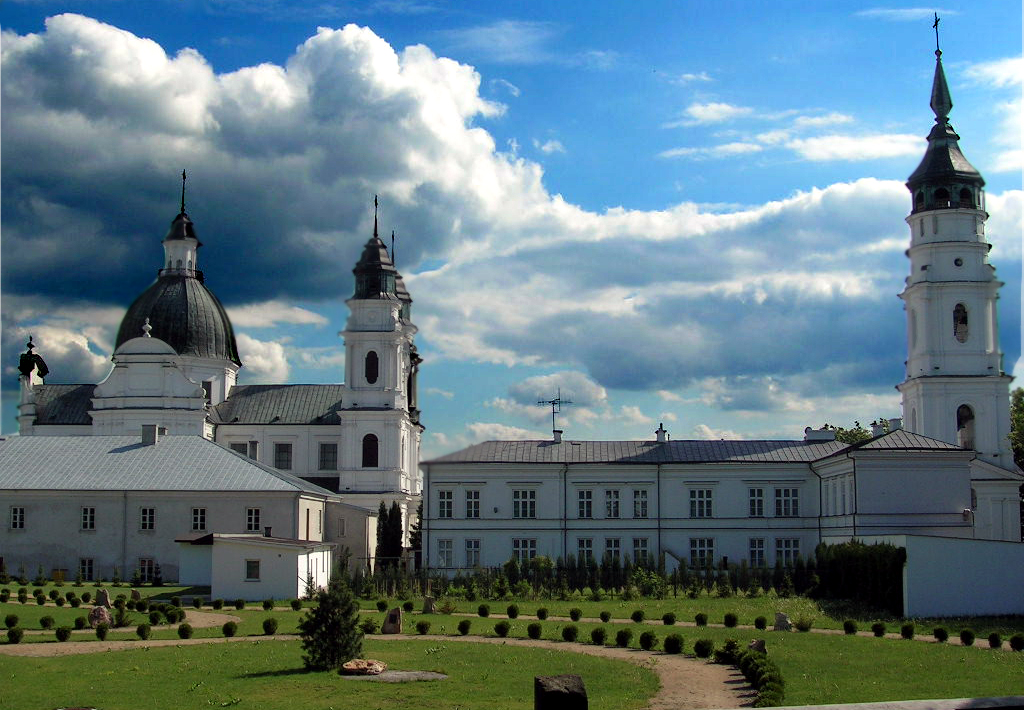
Chełm

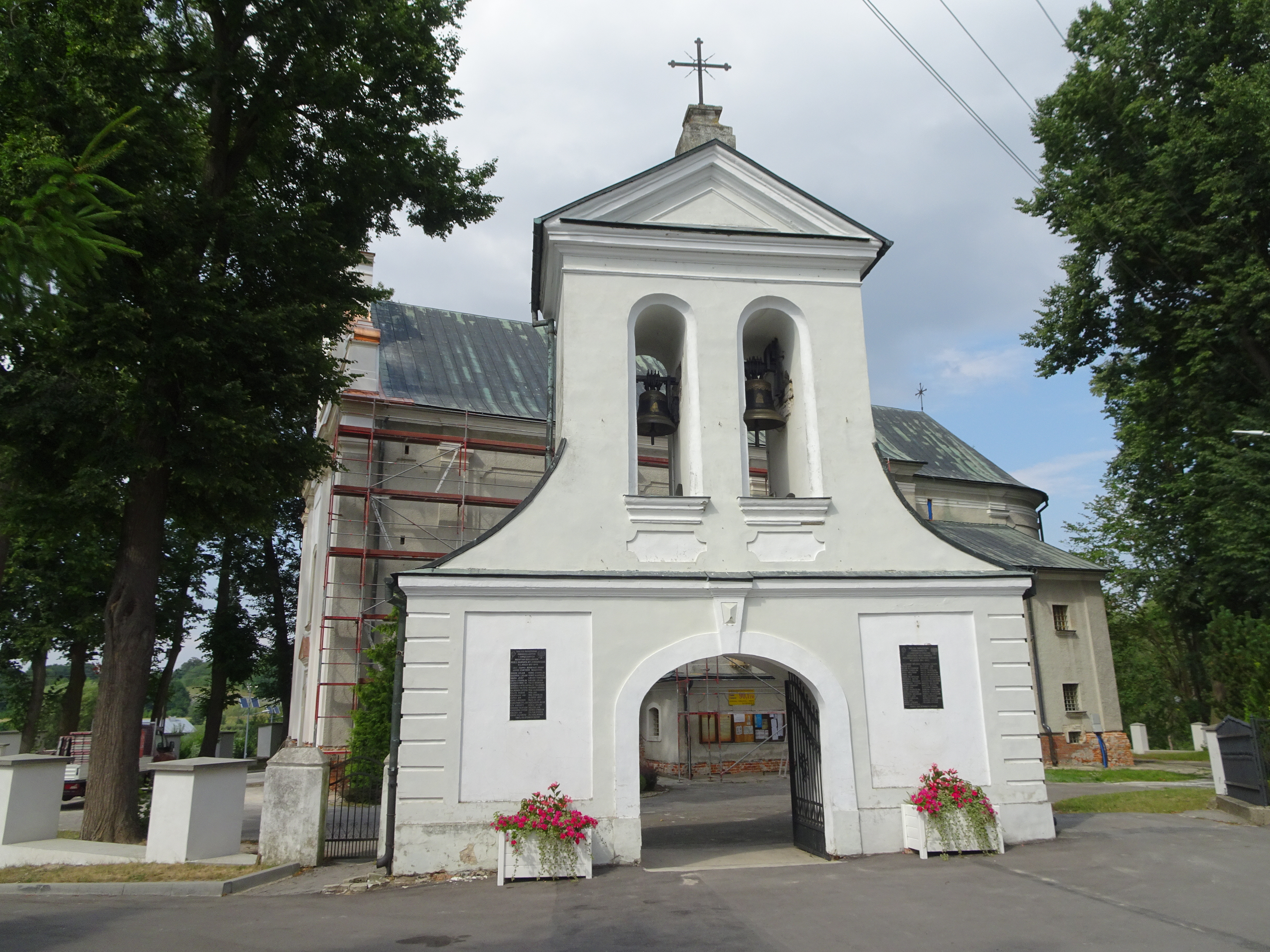
Goraj

W województwie lubelskim znajduje się 57 miast o łącznej populacji 931 103 osób, co stanowi ok. 46,3% całej ludności województwa.
Największym miastem i stolicą województwa jest Lublin zamieszkiwany przez 329 565 osób. Populacja Lublina stanowi 35,4% ludności miejskiej województwa. W województwie znajduje się łącznie 20 miast powiatowych, w tym 4 miasta na prawach powiatu – Lublin, Biała Podlaska, Chełm, Zamość. W tych 4 miastach zamieszkuje łącznie ok. 54,84% populacji całkowitej województwa. Najmniejszym miastem powiatowym jest Opole Lubelskie z populacją 7864 mieszkańców, a największym miastem niebędącym siedzibą powiatu jest Międzyrzec Podlaski zamieszkiwany przez 15 389 osób. Najmniejszą liczbę ludności ma Józefów nad Wisłą – 803 osoby. Ponadto w województwie znajduje się jeszcze 2 inne miasta, których populacja nie przekracza 1000 mieszkańców: Turobin i Goraj.
Największą powierzchnią zajmuje Lublin – 147 km², zaś najmniejszą Turobin – 2 km². Łącznie powierzchnia obszarów miejskich w województwie wynosi 1052 km², czyli ok. 4,19% jego powierzchni. Jednocześnie największą gęstość zaludnienia w województwie na poziomie ok. 2225 os./km² ma Lublin, zaś najmniejszą gęstością cechuje się Ostrów Lubelski – 66 os./km².
Najwięcej – 6 miast znajduje się w powiecie biłgorajskim, zaś tylko jedno miasto znajduje się w powiatach: hrubieszowskim, włodawskim, parczewski i łęczyńskim.
Projekt rozporządzenia Rady Ministrów przewiduje nadanie z dniem 1 stycznia 2025 statusu miasta miejscowościom: Końskowola, Kurów i Wąwolnica.
W tabeli przedstawiono wszystkie miasta województwa lubelskiego uszeregowane według liczby ludności. Nazwy miast powiatowych pogrubiono, a nazwy miast na prawach powiatu dodatkowo zapisano kursywą. Nazwiska włodarzy miast, posługujących się tytułem prezydenta miasta zapisano kursywą.
| #   | Herb | Nazwa               | Powiat         | Liczba ludności (~2024) | Powierzchnia [km²] | Gęstość zaludnienia [os./km²] | Burmistrz/Prezydent      |
| --- | ---- | ------------------- | -------------- | ----------------------- | ------------------ | ----------------------------- | ------------------------ |
| 1.  |      | Lublin              | Lublin         | 329 565                 | 147                | 2235                          | Krzysztof Żuk            |
| 2.  |      | Zamość              | Zamość         | 58 231                  | 30                 | 1920                          | Rafał Zwolak             |
| 3.  |      | Chełm               | Chełm          | 57 214                  | 40                 | 1431                          | Jakub Banaszek           |
| 4.  |      | Biała Podlaska      | Biała Podlaska | 54 453                  | 49                 | 1102                          | Michał Litwiniuk         |
| 5.  |      | Puławy              | puławski       | 43 860                  | 51                 | 869                           | Paweł Maj                |
| 6.  |      | Świdnik             | świdnicki      | 36 680                  | 20                 | 1802                          | Marcin Dmowski           |
| 7.  |      | Kraśnik             | kraśnicki      | 31 296                  | 26                 | 1199                          | Krzysztof Staruch        |
| 8.  |      | Łuków               | łukowski       | 27 159                  | 36                 | 760                           | Piotr Płudowski          |
| 9.  |      | Biłgoraj            | biłgorajski    | 24 769                  | 21                 | 1174                          | Wojciech Adam Gleń       |
| 10. |      | Lubartów            | lubartowski    | 19 734                  | 14                 | 1418                          | Krzysztof Mariusz Paśnik |
| 11. |      | Tomaszów Lubelski   | tomaszowski    | 17 848                  | 13                 | 1343                          | Wojciech Żukowski        |
| 12. |      | Łęczna              | łęczyński      | 17 665                  | 19                 | 930                           | Leszek Włodarski         |
| 13. |      | Krasnystaw          | krasnostawski  | 17 366                  | 42                 | 412                           | Daniel Miciuła           |
| 14. |      | Hrubieszów          | hrubieszowski  | 15 935                  | 33                 | 482                           | Marta Majewska           |
| 15. |      | Międzyrzec Podlaski | bialski        | 15 389                  | 20                 | 768                           | Paweł Łysańczuk          |
| 16. |      | Radzyń Podlaski     | radzyński      | 14 293                  | 19                 | 740                           | Jakub Jakubowski         |
| 17. |      | Dęblin              | rycki          | 14 132                  | 38                 | 369                           | Roman Dariusz Bytniewski |
| 18. |      | Włodawa             | włodawski      | 12 123                  | 18                 | 675                           | Wiesław Muszyński        |
| 19. |      | Janów Lubelski      | janowski       | 10 894                  | 15                 | 736                           | Krzysztof Adam Kołtyś    |
| 20. |      | Parczew             | parczewski     | 10 185                  | 8                  | 1265                          | Paweł Kędracki           |
| 21. |      | Ryki                | rycki          | 8985                    | 27                 | 330                           | Jarosław Żaczek          |
| 22. |      | Poniatowa           | opolski        | 8246                    | 15                 | 540                           | Paweł Karczmarczyk       |
| 23. |      | Opole Lubelskie     | opolski        | 7864                    | 15                 | 520                           | Sławomir Plis            |
| 24. |      | Bełżyce             | lubelski       | 5936                    | 23                 | 253                           | Joanna Kaznowska         |
| 25. |      | Terespol            | bialski        | 5121                    | 10                 | 507                           | Jacek Danieluk           |
| 26. |      | Szczebrzeszyn       | zamojski       | 4744                    | 29                 | 163                           | Rafał Kowalik            |
| 27. |      | Bychawa             | lubelski       | 4476                    | 7                  | 669                           | Marta Krzyżak            |
| 28. |      | Rejowiec Fabryczny  | chełmski       | 4003                    | 14                 | 280                           | Gabriel Adamiec          |
| 29. |      | Nałęczów            | puławski       | 3611                    | 14                 | 261                           | Wiesław Pardyka          |
| 30. |      | Kazimierz Dolny     | puławski       | 3239                    | 30                 | 106                           | Artur Pomianowski        |
| 31. |      | Tarnogród           | biłgorajski    | 3109                    | 11                 | 291                           | Paweł Dec                |
| 32. |      | Krasnobród          | zamojski       | 2967                    | 7                  | 424                           | Kazimierz Misztal        |
| 33. |      | Kock                | lubartowski    | 2870                    | 17                 | 171                           | Tomasz Futera            |
| 34. |      | Zwierzyniec         | zamojski       | 2780                    | 6                  | 449                           | Urszula Kolman           |
| 35. |      | Kurów               | Puławski       | 2617                    | 11                 | 231                           | Arkadiusz Małecki        |
| 36. |      | Piaski              | świdnicki      | 2416                    | 8                  | 287                           | Michał Cholewa           |
| 37. |      | Stoczek Łukowski    | łukowski       | 2362                    | 9                  | 258                           | Marcin Sentkiewicz       |
| 38. |      | Józefów             | biłgorajski    | 2319                    | 5                  | 464                           | Roman Dziura             |
| 39. |      | Annopol             | kraśnicki      | 2300                    | 8                  | 298                           | Mirosław Gazda           |
| 40. |      | Końskowola          | puławski       | 2188                    | 9                  | 101                           | Mariusz Majkutewicz      |
| 41. |      | Lubycza Królewska   | tomaszowski    | 2142                    | 4                  | 549                           | Marek Łuszczyński        |
| 42. |      | Piszczac            | bialski        | 2091                    | 3                  | 634                           | Kamil Kożuchowski        |
| 43. |      | Rejowiec            | chełmski       | 1982                    | 6                  | 304                           | Tadeusz Górski           |
| 44. |      | Ostrów Lubelski     | lubartowski    | 1964                    | 30                 | 66                            | Włodzimierz Kołton       |
| 45. |      | Łaszczów            | tomaszowski    | 1961                    | 5                  | 389                           | Mariusz Zając            |
| 46. |      | Tyszowce            | tomaszowski    | 1821                    | 18                 | 98                            | Robert Bondyra           |
| 47. |      | Kamionka            | lubartowski    | 1714                    | 6                  | 291                           | Karol Ługowski           |
| 48. |      | Urzędów             | kraśnicki      | 1708                    | 13                 | 132                           | Paweł Dąbrowski          |
| 49. |      | Izbica              | kranostawski   | 1684                    | 9                  | 178                           | Jerzy Lewczuk            |
| 50. |      | Modliborzyce        | janowski       | 1416                    | 8                  | 179                           | Witold Wiesław Kowalik   |
| 51. |      | Frampol             | biłgorajski    | 1330                    | 5                  | 285                           | Józef Rudy               |
| 52. |      | Siedliszcze         | chełmski       | 1325                    | 13                 | 101                           | Hieronim Zonik           |
| 53. |      | Czemierniki         | radzyński      | 1304                    | 4                  | 280                           | Arkadiusz Filipek        |
| 54  |      | Wąwolnica           | Puławski       | 1048                    | 2                  | 73                            | Marcin Łaguna            |
| 55. |      | Goraj               | biłgorajski    | 896                     | 8                  | 117                           | Antoni Łukasik           |
| 56. |      | Turobin             | biłgorajski    | 823                     | 2                  | 514                           | Andrzej Kozina           |
| 57. |      | Józefów nad Wisłą   | opolski        | 803                     | 4                  | 220                           | Paweł Grabek             |